# ناوکی اوتانی
ناوکی اوتانی (انگلیسی: Naoki Otani؛ زادهٔ ۲۴ سپتامبر ۱۹۹۵) بازیکن فوتبال اهل ژاپن است.
از باشگاه‌هایی که در آن بازی کرده‌است می‌توان به باشگاه فوتبال سانفریس هیروشیما اشاره کرد.